# Johann Christian Henrici
Johann Christian Henrici (auch Henrich; * 1749 in Niederfrohna; † 29. Januar 1818 in Wittenberg) war ein deutscher Rhetoriker und Altertumsforscher.

## Leben
Als Sohn eines Pfarrers geboren, immatrikulierte er sich am 31. Mai 1769 an der Universität Wittenberg. In Wittenberg betrieb er, vor allem angeregt durch Johann Friedrich Hiller, Studien der klassischen Altertümer und erwarb sich am 30. April 1773 den akademischen Grad eines Magisters. Auf Empfehlung seines Förderers erhielt er 1775 eine Stelle als Konrektor am Wittenberger Gymnasium.
Nachdem er sich am 1. März 1783 als Magister Legens habilitiert hatte, bewarb er sich 1784 um die seit dem Tod von Benjamin Gottlieb Laurentius Boden, vakant gebliebene Stelle der Professur der Altertümer. Da er jedoch nicht an der philosophischen Fakultät als Adjunkt aufgenommen war und somit nicht über die entsprechende Spezifikation verfügte, lehnte man sein Ansuchen ab. Erst am 5. Oktober 1786 fand er Aufnahme als Adjunkt an der philosophischen Fakultät, wird daraufhin 1787 außerordentlicher Professor der Altertümer und nachdem sein einstiger Förderer gestorben war 1791 ordentlicher Professor der Rhetorik.
Während seiner Lehrzeit las er über die lateinischen Klassiker, Archäologie der Kunst, Antiquitäten, die Leidensgeschichte Christi und hielt Übungen im Interpretieren auch im lateinisch ab, so dass er zu den tüchtigsten Lehrern der Leucorea gehörte. Zudem bekam er 1810 die Professur der Dichtkunst unentgeltlich aufgetragen. Nachdem die Wittenberger Akademie nach den Befreiungskriegen nieder ging, versetzte man Henrici, der in den Sommersemestern 1794 und 1810 auch das Rektorat der Universität geführt hatte, in den Ruhestand.
Damit hatte der Lehrstuhl, der seit Bestehen der Wittenberger Akademie bestand, ein Ende gefunden. Als Autor verfasste Henrici vor allem historische und antiquarische Schriften, wobei er vor allem interessante Gegenstände für seine Schriften wählte. Zum Anlass der 300-Jahr-Feier des Bestehens der Universität Wittenberg schrieb er  zwei Programme und war am Wittenberger Lektionskatalog bis zur Vereinigung mit der Universität Halle beteiligt.

## Werke
- Comentatt, de statutis antiquis mutilatis recentiori manu refectis. Wittenberg 1803.
- De Laocoonte Commentatio. 9 Teile. Charisius Wittenberg 1800–1802.
- De militibus amicitia devotis commentatio. 4 Bände. Charisius, Wittenberg 1792–94.
- De partium in republica Romana conventiculis. 10 Bände. Charisius, Wittenberg 1794–97.
- De pacis a Romanis impetrandae solennibus commentatio. 10 Bände. Charisius, Wittenberg 1797–1800.
- De militum Romanorum in proelio occisorum sepultura. 5 Bände. Graessler, Wittenberg 1809.
- Disceptata quaestio: quibus modis militibus in pugna vulneratis succurrerint Romani, Commentatio. 5 Bände. Graessler, Wittenberg 1807–1809.
- De clamore veterum proeliari Commentatio I. Wittenberg 1812.
- De meritis veteranorum. 1792
- De abdicatione filiorum Romanis usitata Commentatio 1–2. Charisius, Wittenberg 1792.
- De vestis nuptialis aqud Graecos et Romanos colore. Charisius, Wittenberg 1780. (digital.slub-dresden.de).
- De numeri paris imparisque in lusibus veterum coniectura Commentatio. 2 Bände. Charisius, Wittenberg 1803.
- De statuis antiquis mutilatis recentiori manu refectis Commentatio I - XI. (books.google.de).
- De Romanorum superstitione artis medicae incrementis adversa. Wittenberg 1805.
- De Genio Natalivm Praeside Commentatio Antiqvaria Prior. Charisius, Wittenberg 1782. (opendata.uni-halle.de).
- De Genio Natalivm Praeside Commentatio Antiqvaria Posterior. Charisius, Wittenberg 1783. (opendata.uni-halle.de).
- De immortalitate animi Homerica Commentatio. Tschiedrich, Wittenberg 1786. (digital.staatsbibliothek-berlin.de).
- De pompa triumphi sensus puleri in operibus artis magistra Romanorum. 1796.
- De Charientismo Anacreontis ad Demetrii Phalerei disciplinam. 1791.
- De graeca dictione poëseos Horatii lyricae ornatrice. 1791.
- Cytherische Almanach auf das Jahr 1782 zum Zeitvertreib für ein Paar junge Eheleute. 1782 Wittenberg (anonym)